# Ryder Cup 2018

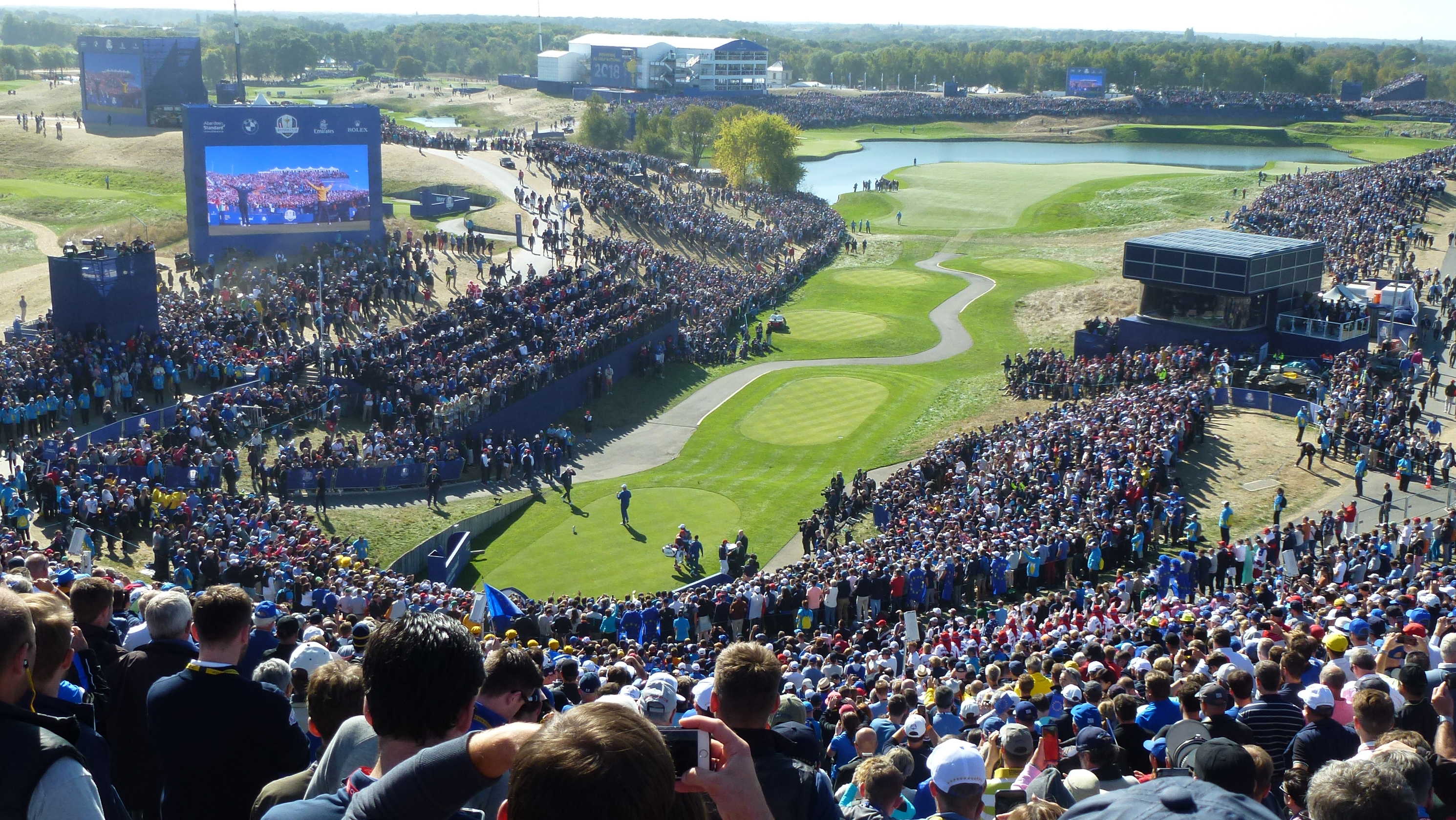
L'accoglienza di apertura della Ryder Cup 2018 al Le Golf National

La 42ª edizione della Ryder Cup si è tenuta in Francia dal 28 al 30 settembre 2018 presso Le Golf National a Saint-Quentin-en-Yvelines, un sobborgo a sud-ovest di Parigi.
È stata la seconda Ryder Cup disputata nell'Europa continentale, dopo la gara del 1997, che si era tenuta in Spagna.
La squadra europea ha conquistato il torneo per la quindicesima volta nella sua storia, con il punteggio di 17½ a 10½.

## Formato
La Ryder Cup è un torneo match play, con degli incontri giocati sia a coppie che singolarmente. Il formato dell'edizione 2018 è il seguente:
- I giornata (venerdì) - 4 incontri four-ball ("quattro-palle": si utilizza il risultato migliore dei due giocatori) al mattino e 4 incontri foursome (colpi alternati tra i due giocatori) al pomeriggio
- II giornata (sabato) - 4 incontri four-ball al mattino e 4 incontri foursome al pomeriggio
- III giornata (domenica) - 12 incontri singoli.

Ogni incontro si disputa su un massimo di 18 buche. La vittoria di ogni incontro assegna un punto, nel caso di parità del match si assegna ½ punto a ciascuno, per un totale di 28 punti disponibili. 14½ punti sono necessari per vincere, ma 14 punti (ovvero un pareggio) sono sufficienti alla squadra detentrice per mantenere la coppa.

### Capitani
Thomas Bjørn è stato nominato capitano europeo il 6 dicembre 2016. È stato scelto da un gruppo di cinque uomini composto dai tre capitani della Ryder Cup europei più recenti (Darren Clarke, Paul McGinley e José María Olazábal), l'amministratore delegato della European Tour, Keith Pelley e Henrik Stenson, membro del Comitato per i tornei del Tour europeo.
Jim Furyk è stato nominato capitano degli Stati Uniti l'11 gennaio 2017.

### Vice-capitani
Ogni capitano seleziona un numero di vice-capitani per assisterlo durante il torneo.
Bjørn ha scelto Robert Karlsson come primo vice-capitano nel maggio 2017. Nel maggio 2018 ha aggiunto altri quattro vice-capitani: Luke Donald, Pádraig Harrington, Graeme McDowell e Lee Westwood.
Furyk ha scelto Davis Love III come primo vice-capitano nel gennaio 2017. Nel maggio 2018 ha aggiunto Steve Stricker e Tiger Woods, ma quest'ultimo ha dovuto abbandonare il ruolo da vice-capitano dopo essere stato scelto come giocatore. Nel settembre 2018 Furyk ha aggiunto David Duval, Zach Johnson e Matt Kuchar.

## Selezione dei giocatori
Ogni squadra è formata da 12 giocatori. La squadra europea è composta dai quattro giocatori che alla data del 2 settembre 2018 si trovavano ai primi posti della Lista a punti europea (European Points List), a cui si aggiungono i primi quattro giocatori della Lista a punti mondiale (World Points List) ma che non facevano parte del precedente gruppo di quattro giocatori; gli ultimi quattro giocatori sono stati scelti dal capitano.
La squadra americana è composta dagli otto giocatori che al 12 agosto 2018 si trovavano nelle prime posizioni di una speciale classifica stilata in base ai guadagni di ogni giocatore nei quattro major del 2017, nei quattro eventi dei World Golf Championships e nel Players Championship 2017, nei tornei del PGA Tour, nei tornei WGC e nei quattro major del 2018. Gli altri quattro giocatori sono stati scelti dal capitano.

## Squadre
| Europa             |     |                        |                        |                     |                                        |
| Nome               | Età | Classifica a punti (W) | Classifica a punti (E) | Classifica mondiale | Note                                   |
| Thomas Bjørn       | 47  |                        |                        |                     | Capitano non-giocatore                 |
| Francesco Molinari | 35  | 1                      | 1                      | 6                   | 3ª partecipazione                      |
| Justin Rose        | 38  | 2                      | 2                      | 4                   | 5ª partecipazione                      |
| Tyrrell Hatton     | 26  | 6                      | 3                      | 25                  | Esordio nella Ryder Cup                |
| Tommy Fleetwood    | 27  | 5                      | 4                      | 12                  | Esordio nella Ryder Cup                |
| Jon Rahm           | 23  | 3                      | 6                      | 5                   | Esordio nella Ryder Cup                |
| Rory McIlroy       | 29  | 4                      | 7                      | 8                   | 5ª partecipazione                      |
| Alex Norén         | 36  | 7                      | 8                      | 15                  | Esordio nella Ryder Cup                |
| Thorbjørn Olesen   | 28  | 8                      | 5                      | 40                  | Esordio nella Ryder Cup                |
| Paul Casey         | 41  | 11                     | 35                     | 16                  | Scelta del capitano, 4ª partecipazione |
| Sergio García      | 38  | 13                     | 24                     | 30                  | Scelta del capitano, 9ª partecipazione |
| Ian Poulter        | 42  | 9                      | 22                     | 33                  | Scelta del capitano, 6ª partecipazione |
| Henrik Stenson     | 42  | 17                     | 16                     | 22                  | Scelta del capitano, 5ª partecipazione |

| Stati Uniti       |     |                        |                        |                     |                                              |
| Nome              | Età | Classifica a punti (W) | Classifica a punti (E) | Classifica mondiale | Note                                         |
| Jim Furyk         | 48  |                        |                        |                     | Capitano non-giocatore                       |
| Brooks Koepka     | 28  | 1                      | 1                      | 3                   | 2ª partecipazione                            |
| Dustin Johnson    | 34  | 2                      | 3                      | 1                   | 4ª partecipazione                            |
| Justin Thomas     | 25  | 3                      | 0                      | 4                   | Esordio nella Ryder Cup                      |
| Patrick Reed      | 28  | 4                      | 2                      | 15                  | 3ª partecipazione                            |
| Bubba Watson      | 39  | 5                      | 3                      | 14                  | 4ª partecipazione                            |
| Jordan Spieth     | 25  | 6                      | 2                      | 10                  | 3ª partecipazione                            |
| Rickie Fowler     | 29  | 7                      | 3                      | 9                   | 4ª partecipazione                            |
| Webb Simpson      | 33  | 8                      | 2                      | 16                  | 3ª partecipazione                            |
| Bryson DeChambeau | 25  | 9                      | 0                      | 7                   | Scelta del capitano, esordio nella Ryder Cup |
| Phil Mickelson    | 48  | 10                     | 11                     | 25                  | Scelta del capitano, 12ª partecipazione      |
| Tiger Woods       | 42  | 11                     | 7                      | 13                  | Scelta del capitano, 8ª partecipazione       |
| Tony Finau        | 29  | 15                     | 0                      | 17                  | Scelta del capitano, esordio nella Ryder Cup |

## Risultati

### I giornata
Four-ball, mattino
| Europa (bandiera)  | Risultati | Stati Uniti (bandiera) |
| ------------------ | --------- | ---------------------- |
| Rose/Rahm          | 1 up      | Finau/Koepka           |
| McIlroy/Olesen     | 4 & 2     | Johnson/Fowler         |
| Casey/Hatton       | 1 up      | Thomas/Spieth          |
| Molinari/Fleetwood | 3 & 1     | Woods/Reed             |
| 1                  | Sessione  | 3                      |
| 1                  | Totale    | 3                      |

Fonte:
Foursome, pomeriggio
| Europa (bandiera)  | Risultati | Stati Uniti (bandiera) |
| ------------------ | --------- | ---------------------- |
| Stenson/Rose       | 3 & 2     | Johnson/Fowler         |
| Poulter/McIlroy    | 4 & 2     | Watson/Simpson         |
| García/Norén       | 5 & 4     | Mickelson/DeChambeau   |
| Molinari/Fleetwood | 5 & 4     | Thomas/Spieth          |
| 4                  | Sessione  | 0                      |
| 5                  | Totale    | 3                      |

Fonte:

### II giornata
Four-ball, mattino
| Europa (bandiera)  | Risultati | Stati Uniti (bandiera) |
| ------------------ | --------- | ---------------------- |
| García/McIlroy     | 2 & 1     | Finau/Koepka           |
| Casey/Hatton       | 3 & 2     | Johnson/Fowler         |
| Molinari/Fleetwood | 4 & 3     | Woods/Reed             |
| Poulter/Rahm       | 2 & 1     | Thomas/Spieth          |
| 3                  | Sessione  | 1                      |
| 8                  | Totale    | 4                      |

Fonte:
Foursome, pomeriggio
| Europa (bandiera)  | Risultati | Stati Uniti (bandiera) |
| ------------------ | --------- | ---------------------- |
| Stenson/Rose       | 2 & 1     | Johnson/Koepka         |
| García/Norén       | 3 & 2     | Watson/Simpson         |
| Molinari/Fleetwood | 5 & 4     | Woods/DeChambeau       |
| Poulter/McIlroy    | 4 & 3     | Thomas/Spieth          |
| 2                  | Sessione  | 2                      |
| 10                 | Totale    | 6                      |

Fonte:

### III giornata
Singoli
| Europa (bandiera)  | Risultati | Stati Uniti (bandiera) |
| ------------------ | --------- | ---------------------- |
| Rory McIlroy       | 1 up      | Justin Thomas          |
| Paul Casey         | pareggio  | Brooks Koepka          |
| Justin Rose        | 3 & 2     | Webb Simpson           |
| Jon Rahm           | 2 & 1     | Tiger Woods            |
| Tommy Fleetwood    | 6 & 4     | Tony Finau             |
| Ian Poulter        | 2 up      | Dustin Johnson         |
| Thorbjørn Olesen   | 5 & 4     | Jordan Spieth          |
| Sergio García      | 2 & 1     | Rickie Fowler          |
| Francesco Molinari | 4 & 2     | Phil Mickelson         |
| Tyrrell Hatton     | 3 & 2     | Patrick Reed           |
| Henrik Stenson     | 5 & 4     | Bubba Watson           |
| Alex Norén         | 1 up      | Bryson DeChambeau      |
| 7½                 | Sessione  | 4½                     |
| 17½                | Totale    | 10½                    |

Fonte: